# Siedliszcze (Dubienka)
Pour les articles homonymes, voir Siedliszcze.
Siedliszcze (prononciation : [ɕɛdˈliʂt͡ʂɛ]) est un village polonais de la gmina de Dubienka dans le powiat de Chełm de la voïvodie de Lublin dans l'est de la Pologne, à la frontière avec l'Ukraine.
Il se situe à environ 7 kilomètres au sud-ouest de Dubienka (siège de la gmina), 27 kilomètres au sud-est de Chełm (siège du powiat) et 91 kilomètres à l'est de Lublin (capitale de la voïvodie).
Le village comptait approximativement une population de 360 habitants en 2006.

## Histoire
De 1975 à 1998, le village est attaché administrativement à la voïvodie de Chełm.

Depuis 1999, il fait partie de la voïvodie de Lublin.